# Carl Heise (Baumeister)

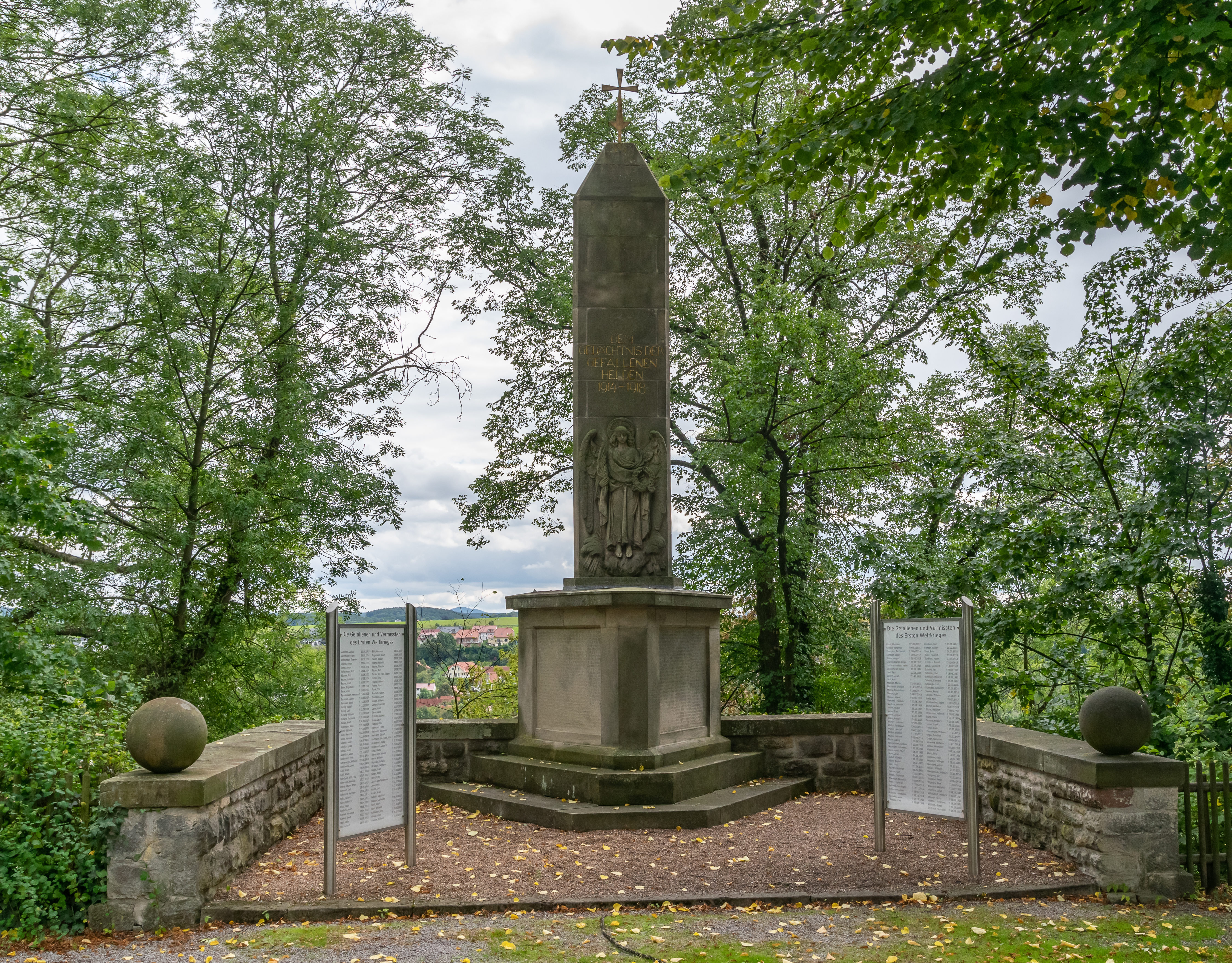
Ehrenmal für die Gefallenen des Ersten Weltkriegs auf dem Burgfriedhof in Warburg

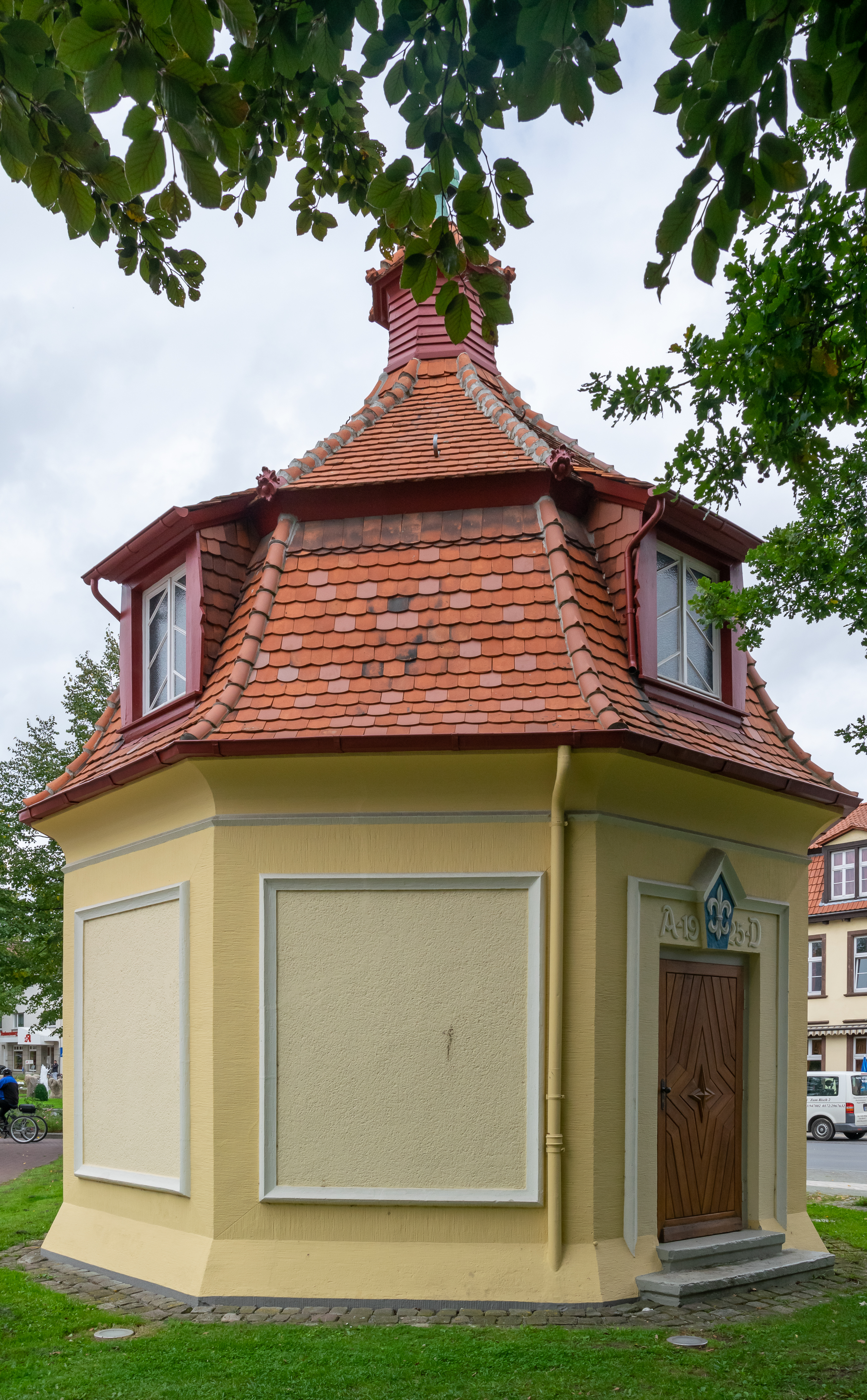
Delphinbrunnenhaus am Paderborner Tor in Warburg

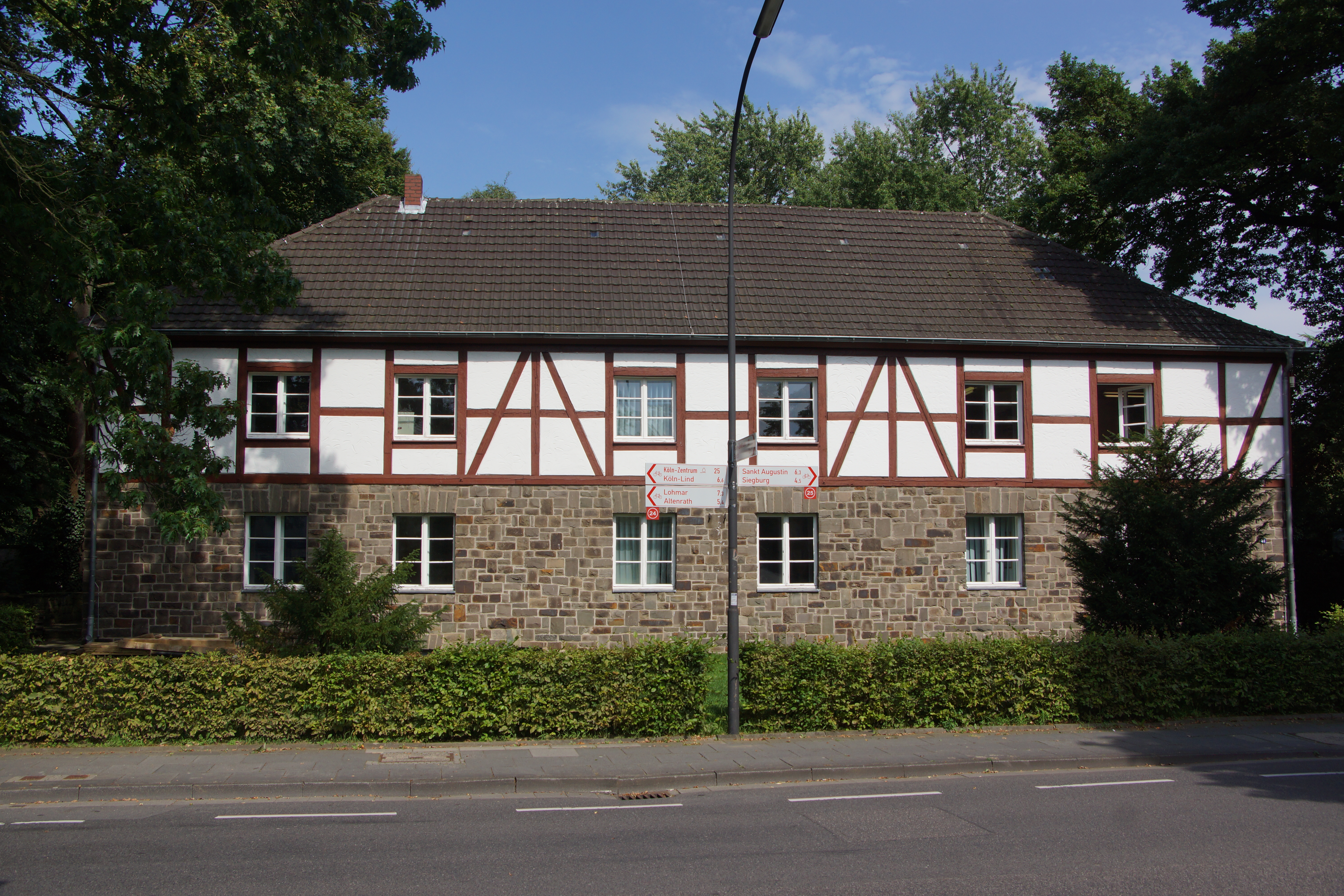
Ehemaliges HJ-Heim in der Römerstraße 61 in Troisdorf

Carl Franz Heise (geboren am 9. Januar 1888 in Warburg; gestorben nach 1947) war ein deutscher Bildhauer, Architekt und Baumeister.

## Leben
Heise war Sohn des Warburger Bildhauers Franz Heise. Im Jahre 1929 wechselte er nach Troisdorf als Gemeindebaumeister und blieb es bis zum Ende des Zweiten Weltkrieges. Er trat 1933 der NSDAP bei. Das 1931 für ihn errichtete Wohnhaus im Stil des Neues Bauens zeigt klar den Einfluss des Bauhauses. Nach dem Ende des Zweiten Weltkrieges wurde ihm die „Entnazifizierung“ zunächst verwehrt, man versetzte ihn stattdessen 1947 in den vorgezogenen Ruhestand. Als Bildhauer war offenbar er nicht mit eigenen Entwürfen hervorgetreten, zumindest sind keine ihm eindeutig zuzuweisen, führte jedoch zusammen mit seinem Bruder Franz Heise Arbeiten aus insbesondere für Kriegerdenkmale. Auch hatte er mit seinem Bruder das Brunnenhaus am Paderborner Tor in Warburg geschaffen. Das als Delphinbrunnenhaus bezeichnete Gebäude einer Station zur Wasserversorgung mit gestaltetem Delphinbrunnen am Paderborner Tor steht auf der Liste der Baudenkmäler in Warburg. Sein 1931 errichtetes Wohnhaus Haus Heise in der Troisdorfer Parkstraße 11 steht auf der Liste der Baudenkmäler in Troisdorf. Heise war 1937 an der Errichtung des Troisdorfer Freibades beteiligt insoweit er zusammen mit dem Bürgermeister die Pläne dazu eingesehen und geändert hatte. Heise betätigte sich auch stadtplanerisch. Der Waldpark in Troisdorf wurde in den 1930er Jahren nach seinen Plänen angelegt.

## Entwürfe
- 1925: Delphinbrunnenhaus am Paderborner Tor, Warburg[3]
- 1928: Jugendherberge auf der Hüffert, Warburg[9], abgegangenes Bauwerk
- 1931: Haus Heise, Troisdorf[2]
- 1936: Heim der Hitlerjugend, Troisdorf[2] Heute befindet sich unter der Anschrift Römerstraße 61 eine Musikschule darin.[10] Auch das Gebäude ist denkmalgeschützt.[11]

## Bildhauerische Werke
Folgende bildhauerische Werke sind von Carl Heise zusammen mit seinem Bruder Franz ausgeführt worden, die sich auf der Liste der Baudenkmäler in Warburg befinden:
- 1921: Kriegerehrenmal auf den Ehrenfriedhof Germete, St. Georg-Straße in Warburg[3]
- 1922: Ehrenmal für die Gefallenen des Ersten Weltkrieges, auf dem Burgfriedhof in Warburg[3]